# Gmina związkowa Montabaur
Gmina związkowa Montabaur (niem. Verbandsgemeinde Montabaur) – gmina związkowa w Niemczech, w kraju związkowym Nadrenia-Palatynat, w powiecie Westerwald. Siedziba gminy związkowej znajduje się w mieście Montabaur.

## Podział administracyjny
Gmina związkowa zrzesza 25 gmin, w tym jedną gminę miejską (Stadt) oraz 24 gminy wiejskie:
1. Boden
2. Daubach
3. Eitelborn
4. Gackenbach
5. Girod
6. Görgeshausen
7. Großholbach
8. Heilberscheid
9. Heiligenroth
10. Holler
11. Horbach
12. Hübingen
13. Kadenbach
14. Montabaur
15. Nentershausen
16. Neuhäusel
17. Niederelbert
18. Niedererbach
19. Nomborn
20. Oberelbert
21. Ruppach-Goldhausen
22. Simmern
23. Stahlhofen
24. Untershausen
25. Welschneudorf